# Чинеке
Чинеке́ (якут. Чинэкэ) — село в Вилюйском улусе Якутии России. Административный центр и единственный населённый пункт Чернышевского наслега.

## География
Село находится на западе региона, в восточной части Центрально-Якутской равнины, на расстоянии 20 км от города Вилюйск, административного центра улуса.
Климат
В населённом пункте, как и во всем районе, климат резко континентальный, с продолжительным зимним и коротким летним периодами. Зимой погода ясная, с низкими температурами. Устойчивые холода зимой формируются под действием обширного антициклона, охватывающего северо-восточные и центральные улусы. Средняя месячная температура воздуха в январе находится в пределах от −28 ˚С до −40 ˚С.

## История
Согласно Закону Республики Саха (Якутия) от 30 ноября 2004 года N 173-З N 353-III село возглавило образованное муниципальное образование Чернышевский наслег.

## Население
| 2002 | 2010 | 2012 | 2013 | 2014 | 2015 | 2016 | 2017 | 2018 | 2019 | 2020 |
| ---- | ---- | ---- | ---- | ---- | ---- | ---- | ---- | ---- | ---- | ---- |
| 984  | ↘945 | ↘924 | ↘898 | ↘880 | ↘874 | ↘856 | ↗864 | ↗875 | ↘855 | →855 |
| 2021 |      |      |      |      |      |      |      |      |      |      |
| ↗868 |      |      |      |      |      |      |      |      |      |      |

Национальный состав
Согласно результатам переписи 2002 года, в национальной структуре населения якуты составляли 91 % от общей численности населения в 984 чел.

## Улицы
| - пер. Героев Труда, - ул. Героев Труда, - ул. Заправочная, - ул. Колодезная, - ул. Колхозная, - пер. Колхозный, | - ул. Комсомольская, - ул. Лесная, - пер. Мира, - ул. Мира, - ул. Октябрьская, - пер. Октябрьский, | - ул. Партизанская, - пер. Партизанский, - ул. Советская, - ул. Степана Аржакова, - ул. Строительная. |

## Экономика
В селе располагалась центральная усадьба АО имени Степана Аржакова. Развито животноводство (мясо-молочное скотоводство, мясное табунное коневодство) и овощеводство (в том числе картофелеводство).

## Инфраструктура
Культурный центр — МБУ дом народного творчества «Кыталык», МБОУ «Чернышевская средняя общеобразовательная школа», МБУ ДО «Чернышевская детская школа искусств», учреждения здравоохранения и торговли.